# 베사르트 베리샤
베사르트 베리샤(알바니아어: Besart Berisha, 1985년 7월 29일 ~ )은 알바니아계인 코소보의 전 축구 선수로, 현역 시절 포지션은 스트라이커였다. 알바니아 국적 또한 가지고 있으며, 코소보가 독립하기 전까지는 알바니아 축구 국가대표팀으로 활동하기도 하였다. 오스트레일리아 A리그에서 6시즌 동안 116골을 기록하였으며, A리그 통산 최다득점자로 기록되었다.

## 유스팀 경력
베사르트 베리샤는 독일에서 축구를 시작하였고, 17세가 되던 해 오버리가 테니스 보루시아 베를린에서 유소년리그 득점왕을 수상하기도 하였다.
== 클럽 경력

### 함부르거 SV
분데스리가 2004-05 시즌을 앞두고, 함부르거 SV로 이적하였다. 그러나 첫 시즌 전반기에 단 한경기도 출전하지 못하였고, 겨울이적시장을 통해 덴마크 수페르리가 올보르 BK로 임대를 떠나게 되었지만, 그마저도 기회를 받지 못하였다. 2005-06 시즌에는 곧바로 또다른 덴마크 수페르리가 팀인 AC 호르센스로 임대를 떠났고, 이 곳에서 32경기에 출전하여 11골을 기록하였다.
분데스리가 2006-07 시즌이 되면서, 베사르트 베리샤는 함부르크에서의 기회를 받기 시작하였다. 2006년 8월 12일 아르미니아 빌레펠트를 상대로 78분에 나이젤 더 용과 교체 투입되면서 분데스리가 데뷔전을 치렀다. 2006년 12월 6일 베리샤는 CSKA 모스크바를 상대로 한 UEFA 챔피언스리그 홈 경기에서 선제골을 터뜨리며, UEFA 챔피언스리그 역사상 최초로 조별 예선에서 득점한 알바니아 축구 선수로 기록되었다. 열흘 뒤, 알레마니아 아헨을 상대로 선제골을 터뜨리며, 본인의 분데스리가 데뷔골을 기록하였다. 그러나 토마스 돌 감독이 경질되고, 휘프 스테번스가 새로운 사령탑으로 선임되면서 선수단 계획에서 제외되고, 남은 시즌을 벤치 멤버로 보냈다.

### 번리 FC
2007년 7월 3일 잉글랜드 챔피언십리그 번리 FC가 34만 파운드를 지불하면서 베리샤와 3년 계약을 맺고 영입했다. 베리샤는 시즌이 시작하기 전, 알바니아 축구 국가대표팀으로써 몰타와의 친선경기에 출전하였는데, 이 경기에서 무릎 부상을 당하였다. 처음에는 심각한 부상으로 보지 않았으나, 검사를 통해서 6~7주의 회복 기간을 가지기로 하였다. 그러나 뒤늦게 십자인대가 끊어졌음이 확인이 되며, 약 1년 간 재활을 하게 되었다. 10개월 간 재활을 하고 돌아 온 베리샤는 미국의 캐롤라이나 레일호크스와의 프리시즌 친선 경기에 출전하면서 그라운드에 복귀하였다.

#### 로센보르그 BK로의 임대
2008년 가을 베리샤는 노르웨이 티펠리겐의 로센보르그 BK로 임대를 떠났다.

#### AC 호르센스로의 임대
2009년 1월 8일 베리샤는 덴마크 수페르리가의 AC 호르센스로 6개월 간 임대를 떠났다. 베리샤는 AC 호르센스에서 준수한 활약을 이어나갔으나, 케네스 에밀 페테르센과 훈련장에서 마찰을 일으키다 임대 계약이 해지되었다.

### 아르미니아 빌레펠트
2009년 8월 5일 베리샤는 2. 분데스리가의 아르미니아 빌레펠트로 7만 5천 파운드의 이적료를 기록하며 이적하였다. 그러나 베리샤는 아르미니아 빌레펠트에서 교체 선수로만 활용되었다.

### 브리즈번 로어

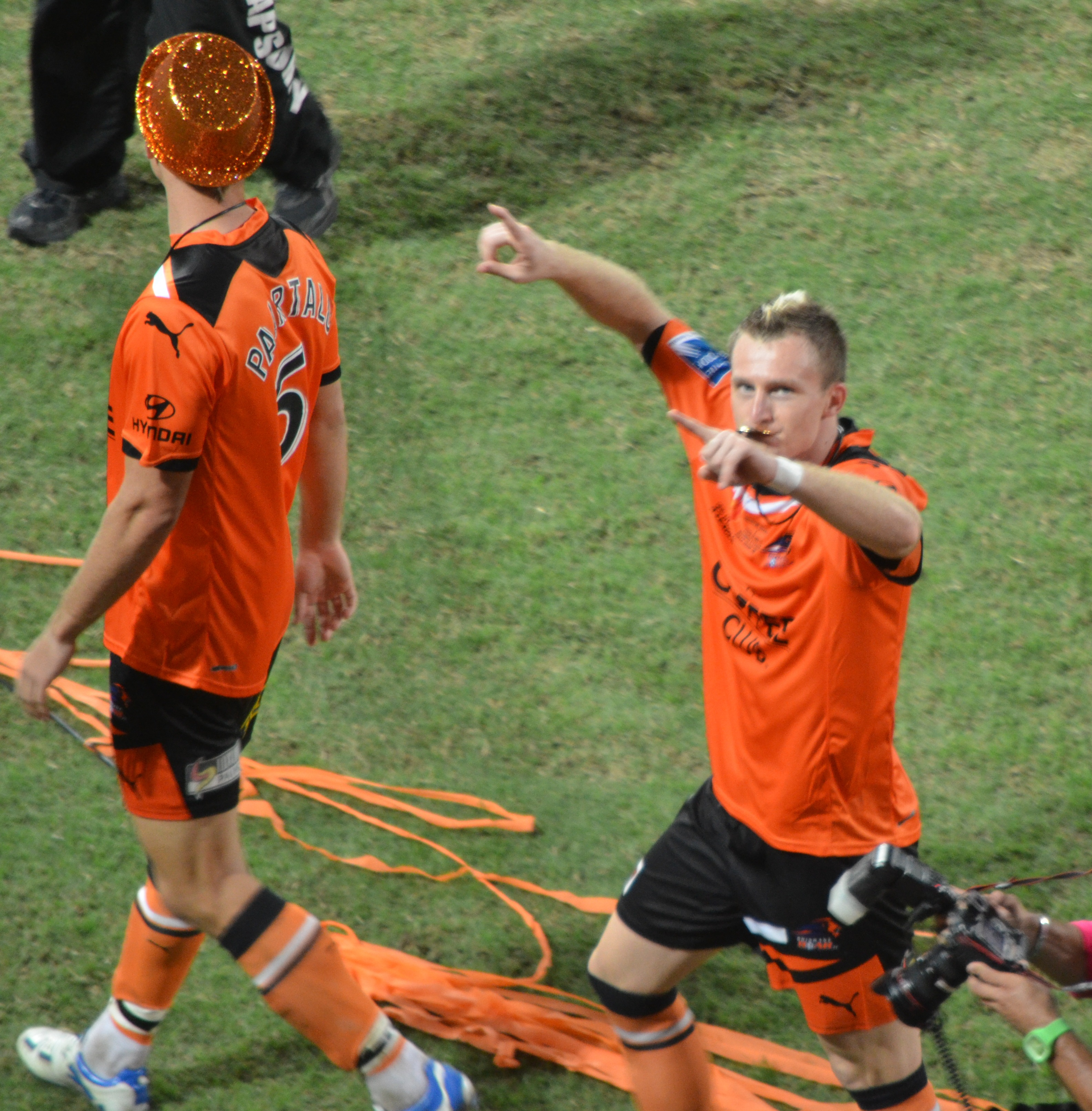
A리그 2011-12 우승을 자축하는 에릭 파르탈루와 베리샤

2011년 8월 16일 A리그 디펜딩 챔피언 브리즈번 로어 FC의 감독 엔제 포스테코글루는 베사르트 베리샤와 1년 계약을 맺고 영입했음을 밝혔다. 베리샤는 2라운드 시드니 FC와의 경기에서 오스트레일리아에서의 첫 득점에 성공하였다. 4라운드에는 애들레이드 유나이티드 FC를 상대로 4골을 몰아치며 팀의 7:1 대승을 이끌어내기도 하였다. 이 경기는 브리즈번 로어 역사상 최대의 승리로 기록되었으며, 구단 역사상 최초로 1경기 3골 이상을 기록한 선수로 등극하기도 하였다. A리그 2011-12 시즌에 베리샤는 정규리그 19득점을 기록하면서 호주축구미디어협회상, 선수들이 뽑은 선수상 등을 수상하였다. 모든 대회 통틀어 베리샤는 35경기 출전 23골을 기록하였고, 이는 브리즈번 로어 역사상 한 시즌 동안 최고의 활약을 펼친 선수였다. 2012-13 시즌에는 28경기에 출전하여 14골을 기록하였으며, 2013-14 시즌에는 20경기 출전 13골을 기록하였다.

### 멜버른 빅토리
2014년 1월 22일 브리즈번 로어와 계약이 만료된 베사르트 베리샤는 연봉을 2배로 인상받으며 멜버른 빅토리 FC로 이적하였다. 베리샤는 이적하자마자 1라운드에서 웨스턴 시드니 원더러스를 상대로 2골을 기록하며, 멜버른 빅토리에서의 첫 승리와 첫 득점, 두번째 득점을 기록하였다. 2015년 12월 2일 베리샤는 멜버른 빅토리와 2년 계약을 연장하였다.
2017년 1월 2일 뉴캐슬 제츠를 상대로 페널티킥 득점에 성공하면서, A리그 역사상 최다득점자로 등극하였다. 같은 해 4월 14일 센트럴코스트 매리너스를 상대로 득점에 성공하면서, A리그 역사상 최초로 통산 100골을 기록한 선수가 되었다.

### 산프레체 히로시마
2018년 6월 1일 일본 J리그의 산프레체 히로시마와 1년 반 계약을 맺으며 완전 이적하였다.

## 국가대표팀 경력

### 알바니아
2006년 10월 11일 베사르트 베리샤는 UEFA 유로 2008 예선에서 네덜란드를 상대로 79분에 교체 투입되며 첫 국가대표 경기를 치렀다. 2007년 5월 25일 번리에서 펼쳐진 잉글랜드 B팀과의 친선 경기에서 알바니아 대표팀으로서의 첫 득점에 성공하였다. 베사르트 베리샤는 2010년 FIFA 월드컵 유럽 지역 예선에 들어서는 정기적으로 국가대표로 차출되었다. 2009년 10월 14일 베사르트 베리샤는 알바니아 대표로써 마지막 경기를 치렀으며, 알바니아 대표팀으로 통산 17경기 1골을 기록하였다.

### 코소보
2016년 5월 코소보 축구 연맹이 UEFA와 FIFA로부터 가입을 승인받았다. 8월 16일 코소보 축구 연맹으로부터 초청을 받은 베리샤는 코소보 축구 국가대표팀으로 활약하기에 합의를 이루었다. 11월 4일 FIFA로부터 베사르트 베리샤가 코소보 축구 국가대표팀 일원으로 뛸 수 있음을 공식 승인하였다. 2018년 FIFA 월드컵 유럽 지역 예선 아이슬란드와의 경기에서 선발 투입되면서, 코소보 대표로써의 데뷔전을 치렀다.
2017년 6월 11일 알베르트 분자키 감독과의 불화로 진통을 겪은 베사르트 베리샤는, 분자키가 코소보 대표팀을 떠날때까지 돌아오지 않겠다는 선언을 하였다. 그러나 분자키가 코소보 감독직을 내려놓고 떠났으나, 현재까지 베리샤는 코소보 대표팀에 돌아가지 않고 있다.

## 경력 통계

### 클럽 기록
2018년 10월 7일 기준
| 구단 경력   | 구단 경력           | 구단 경력     | 리그 | 리그 | FA컵 | FA컵 | 대륙대회 | 대륙대회 | 총합 | 총합 |
| 시즌        | 소속                | 디비전        | 출장 | 득점 | 출장 | 득점 | 출장     | 득점     | 출장 | 득점 |
| ----------- | ------------------- | ------------- | ---- | ---- | ---- | ---- | -------- | -------- | ---- | ---- |
| 2004-05     | 함부르크            | 분데스리가    | 0    | 0    | —    | —    | —        | —        | 4    | 1    |
| 2004-05     | 올보르              | 수페르리가    | 3    | 0    | —    | —    | —        | —        | 3    | 0    |
| 2005-06     | 호르센스            | 수페르리가    | 32   | 11   | —    | —    | —        | —        | 32   | 11   |
| 2006-07     | 함부르크            | 분데스리가    | 12   | 1    | 1    | 0    | 2        | 1        | 15   | 2    |
| 2008        | 로센보르그          | 티펠리겐      | 8    | 3    | —    | —    | 4        | 0        | 12   | 3    |
| 2008-09     | 호르센스            | 수페르리가    | 10   | 4    | —    | —    | —        | —        | 10   | 4    |
| 2010-2011   | 아르미니아 빌레펠트 | 2. 분데스리가 | 28   | 2    | 1    | 0    | —        | —        | 29   | 2    |
| 2011-12     | 브리즈번 로어       | A리그         | 29   | 21   | —    | —    | 6        | 2        | 35   | 23   |
| 2012-13     | 브리즈번 로어       | A리그         | 27   | 14   | —    | —    | 1        | 0        | 28   | 14   |
| 2013-14     | 브리즈번 로어       | A리그         | 20   | 13   | —    | —    | —        | —        | 20   | 13   |
| 2014-15     | 멜버른 빅토리       | A리그         | 28   | 15   | 3    | 3    | —        | —        | 31   | 18   |
| 2015-16     | 멜버른 빅토리       | A리그         | 26   | 18   | 5    | 5    | 8        | 4        | 39   | 27   |
| 2016-17     | 멜버른 빅토리       | A리그         | 26   | 19   | 4    | 2    | —        | —        | 30   | 21   |
| 2018        | 산프레체 히로시마   | J1리그        | 6    | 0    | 1    | 0    | 0        | 0        | 7    | 0    |
| 커리어 통산 | 커리어 통산         | 커리어 통산   | 259  | 122  | 15   | 10   | 16       | 4        | 288  | 136  |

### 국가대표팀 기록
2017년 6월 11일 기준
| 연도       | 대표팀     | 출장 | 득점 |
| ---------- | ---------- | ---- | ---- |
| 2006       | 알바니아   | 1    | 0    |
| 2007       | 알바니아   | 6    | 1    |
| 2008       | 알바니아   | 4    | 0    |
| 2009       | 알바니아   | 6    | 0    |
| 2017       | 코소보     | 1    | 0    |
| A매치 통산 | A매치 통산 | 18   | 0    |

## 수상 내역

### 구단

#### 브리즈번 로어
- A리그 정규리그 : 2013-14
- A리그 그랜드파이널 : 2011-12, 2013-14

#### 멜버른 빅토리
- A리그 정규리그 : 2014-15
- A리그 그랜드파이널 : 2014-15, 2017-18
- FFA컵 : 2015

### 개인
- A리그 득점왕 : 2011-12, 2016-17